# Tom Rathman
Pour les articles homonymes, voir Rathman.
(en) Statistiques sur pro-football-reference
Thomas Dean « Tom » Rathman, né le 7 octobre 1962 à Grand Island, est un joueur américain de football américain.
Il a notamment joué aux 49ers de San Francisco (1986–1993) et les Raiders de Los Angeles (1994) en National Football League (NFL).
Il a remporté deux fois le Super Bowl avec les 49ers (XXIII, XXIV).